# جیرو یابه
جیرو یابه (انگلیسی: Jiro Yabe؛ زادهٔ ۲۶ مهٔ ۱۹۷۸) بازیکن فوتبال اهل ژاپن است.
از باشگاه‌هایی که در آن بازی کرده‌است می‌توان به باشگاه فوتبال ناگویا گرامپوس و باشگاه فوتبال ساگان توسو اشاره کرد.